# 柳英一朗
柳 英一朗（やなぎ えいいちろう）は、日本の作曲家、編曲家、ベーシスト。愛知県名古屋市出身。1983年8月4日生まれ。

## 経歴
高校卒業後に音大に進学するも中退。その後日本ファルコムへと就職しBGMなどを手掛けたが、現在は退職しフリーとなっている。
minori制作のアダルトゲーム原作のアニメ『ef - a fairy tale of the two.』では、天門とともにエンディング曲や挿入歌の編曲・作曲を担当した。
同人作曲家としての活動が多いが、ELISA、みずさわゆうき、黒崎真音などにも楽曲を提供している。
茶太とはユニット「souleave」を結成し、現在もideaと名前を変え活動を行っている。
2013年からは、Ayumi.とのユニット「Astilbe x Arendsii」でも活動している。

## 作品

### 日本ファルコム
- 英雄伝説 空の軌跡
- ぐるみん
- ザナドゥネクスト

### フリーランス
- I'm here（田口宏子、編曲）
- 空の夢（やなせなつみ、作曲 編曲）
- 悠久の翼 07.mix（中島裕美子、天門と共同編曲）
- 笑顔のチカラ（後藤麻衣、作曲 編曲）
- A moon filled sky.（後藤麻衣、編曲）
- present（Astilbe x Arendsii、作曲 編曲）
- only funeral（anporin、作曲 編曲）

## 出演
声優
- ゲーム「ChuSingura46+1 -忠臣蔵46+1-」（2013年、三村次郎左衛門）
- ゲーム「戦刃乙女 マキナに宿りし心が願うは…」（2013年、辰人、マキナ系モブ）